# Епархия Анехо
Епархия Анехо (лат. Dioecesis Anehensis) — епархия Римско-Католической церкви c центром в городе Анехо, Того. Епархия Анехо распространяет свою юрисдикцию на префектуры Лакс, Во и Йото Приморской области в Того. Епархия Анехо входит в митрополию Ломе. Кафедральным собором епархии Анехо является церковь Святых Петра и Павла.

## История
1 июля 1994 года Римский папа Иоанн Павел II издал буллу Diligentem sane curam, которой учредил епархию Анехо, выделив её из архиепархии Ломе.

## Ординарии епархии
- епископ Victor Dovi Hounnaké (1.07.1994 — 4.08.1995);
- епископ Paul Jean-Marie Dossavi (23.02.1996 — 13.09.2005);
- епископ Isaac Jogues Agbémenya Gaglo (3.12.2007 — по настоящее время).

## Источник
- Annuario Pontificio, Libreria Editrice Vaticana, Città del Vaticano, 2003, ISBN 88-209-7422-3
- Булла Diligentem sane curam  (лат.)